# 仇爱 (泰国电视剧)
《仇爱》是泰国WeTV于2021年12月21日播出的原创泰语剧集，由查侬·散顶腾古（Non）、瓦拉妮·塔瓦翁（Mook）领衔主演，郑壹飞（Foei）、郑逸祥（Victor）、哈里·奇瓦加隆（Ssing）等人联合主演。
此剧由WeTV与Kongthup Production制作公司合作拍摄，在WeTV举办的「WeTV Always More 2022」的「 WeTV ORIGINAL Reveal 2022 LINE UP」新剧发布环节上与其他12个剧集一释出。

## 演员阵容

### 主要演员
- 查侬·散顶腾古（Nonkul）饰演 帕塔威/阿威（Patawee/Wee）[5]

Nawin的干儿子，话少阴险的他，得知真相後打算对破坏他家庭的人进行报复。
- 瓦拉妮·塔瓦翁（Mook）饰演 卡特（Katherine/Kate）[5]

环球企业副总裁，珍珠興集团新股东，Pear「唯一的亲人」。
- 瓦拉妮·塔瓦翁（Mook）饰演 Mariya Pearpimpa Akharaphaisansakul（Pear）

Nawin养女，意外遭到殺害。

### Akharaphaisansakul家族
- 郑壹飞（Foei）饰演 Phop Akharaphaisansakul，大哥[5]

看似热血其实鲁莽暴躁又顽固。有钱有势的他喜欢用武力来解决问题。
- 郑逸祥（Victor）饰演 阿昌（Chan Akharaphaisansakul/Chan），二儿子[5]

谨慎周到，认真对待工作的他希望继承父亲家业。
- 哈里·奇瓦加隆（Sing）饰演 帕特（Pat Akharaphaisansakul/Pat），次子[5]

玩世不恭的花花公子。
- 杜西塔·吉萨拉库尔猜（Natherine）饰演 娜蒂（Natty Akharaphaisansakul/Nat），小妹，喜欢帕塔威[5]

- 翁拉吾·尼永萨（Oat）饰演 Nawin Akharaphaisansakul[5]

商人，Phop、Chan、Pat、Nat的父亲，帕塔威的干爸。

### 其他演员
- 威绍特·汉莫拉（Most）饰演 Wutt[5]

环球企业区域经理，也是Kate的好友兼助理。

## 獎項紀錄
| 年份   | 頒獎典禮           | 獎項名稱         | 入圍者          | 結果 |
| ------ | ------------------ | ---------------- | --------------- | ---- |
| 2022年 | 第27屆亞洲電視大獎 | 最佳原創數位影集 | 不適用          | 提名 |
| 2022年 | 第27屆亞洲電視大獎 | 最佳男主角       | 查農·桑提納同庫 | 提名 |